# ウェブ受付くん
ウェブ受付くん（うぇぶうけつけくん）は、イーツー・インフォが提供する、オンラインチャットプラットフォーム。

## 概要
オペレータは専用のクライアントソフトを事前にインストール・起動しておき、訪問者からのチャットリクエストに応対する。同クライアントソフトには、オペレータ部署管理、訪問者の識別機能等、オンラインチャットをサポートするための様々な機能が実装されている。
チャット訪問者はWebブラウザのみを利用して、オンラインチャットを利用することができる (SaaS)。
2013年、ウェブ受付くんの新商品として、日本初（※2013年1月現在イーツー・インフォ調べ）となるオペレーター付のチャットサポートサービス「ウェブ受付くんプラス」を提供開始。
2016年3月31日をもって、サービスを終了した。

## 機能
- オペレータ管理
  - 部署・権限・グループ設定
  - 別オペレータへのチャット転送
  - オペレータ間チャット
  - ログイン状態の変更
- システム管理
  - 使用言語選択（日本語・英語・中国語・韓国語に対応）
  - 自動招待表示
  - クイック招待
  - 訪問者・オペレータ入力中表示
  - 定型文編集・設定
  - 画面キャプチャの取得
  - 訪問者情報・閲覧履歴の表示
  - アイコンリンクのカスタマイズ
  - 訪問者識別フィルター
  - 特定訪問者チャット拒否
  - アクセス統計／分析
  - オペレータ別カスタム設定
- ログ・履歴管理
  - 伝言のメール転送
  - 伝言ログ検索・ステータス変更
  - チャットログ検索／ソート
  - チャットログエクスポート
- サービス運用管理
  - 自社サーバでの運用
- チャットウィンドウ管理
  - チャットウィンドウのカスタマイズ
  - 満足度調査画面表示
  - チャット開始前入力画面作成
  - チャット中システムメッセージ表示
  - 広告エリアカスタマイズ
- セキュリティ
  - チャット内容の暗号化
  - チャット通信SSL保護